# 風雲天地
《風雲天地》（英語：Master of Destiny），2013年中港台都市復仇情感警察程序驚悚行動警覺犯罪刑偵劇，由香港電視廣播有限公司、能量（天津）影视制作有限公司和中国中央电视台合資製作，由汪明荃、劉愷威、蕭正楠、黃德斌、唐嫣及童菲領銜主演，監製和編劇為王晶。2013年8月1日在天津滨海开机，在结束国内部分的取景后，2013年9月29日剧组赴香港拍摄，2013年10月27日在北京全剧杀青，2015年5月28日安徽卫视海豚第一剧场全国上星开播，2015年6月22日起每周一至周五香港时间20点30分在香港翡翠台、高清翡翠台播出。
故事圍繞名門家族，講述一個充滿愛恨情仇的家族爭鬥故事。
本劇為第18屆香港國際影視展中無綫電視所推介的19部劇集之一，亦為2014上海電視節中無綫電視所推介的14部劇集之一。

## 播放平台
| 頻道              | 所在地   | 日期          | 時間                   | 備註          |
| 安徽卫视          | 中国大陆 | 2015年5月28日 | 每晚19:30起2集         | 海豚第一剧场  |
| 东南卫视          | 中国大陆 | 2017年6月19日 | 每晚19:30起2集         | 东南剧苑      |
| 翡翠台 高清翡翠台 | 香港     | 2015年6月22日 | 星期一至五 20:30-21:30 | TVB粵語剪輯版 |

## 故事大綱
關若男（李施嬅飾）於丈夫曹雲漢（黎耀祥飾）早年破產後，獨力帶大三個兒子與一個養女，並建立起商業王國 ── 新漢力集團。若男（汪明荃飾）逐步把公司交給孩子們打理，誰知養女巧兒（童菲飾）心儀二哥志遠（劉愷威飾），志遠卻又心有所屬 ── 唐一一（唐嫣飾），幾人關係在微妙變化。一一因意外身亡，志遠傷痛之餘，一心撲在事業上，卻和原定接班人的大哥志宏（黃德斌飾）起了紛爭。此時宋子樺（莫小棋飾）闖進志宏的生活，不但對志宏多番勾引，使其對妻子鄺淑嫻（趙曉璐飾）不忠，更利用志宏而得以進入新漢力集團的權力核心，企圖蠶食集團資產。若男決定重新出山，把公司交給志遠。子樺這時告訴志宏，他根本不是若男的親生子，欲進一步離間其母子及兄弟間的感情；為了剷除絆腳石，子樺更教唆一一的妹妹潘笑琪（胡然飾）將志遠誣陷入獄……

## 演員表

### 曹家
| 演員            | 角色     | 暱稱／關係 | 粤語配音 |
| 郭蘇星          |          | 曹雲漢之母 曹關若男之奶奶 曹志遠、曹志高之祖母 曹志宏之養祖母 已去世 | 袁淑珍   |
| 黎耀祥          | 曹雲漢   | 關若男之夫 曹志遠、曹志高之生父 曹志宏之養父 于1987年被姚大明陷害，跳楼身亡 （特別演出） | 原聲     |
| 汪明荃          | 曹關若男 | 新漢力集團董事長 曹雲漢之妻 曹志宏、曹巧兒之養母 曹志遠、曹志高之生母 鄺君豪之好友 姚大明、宋子樺之天敵，後和好 姚麗花、鄺淑嫻、宋子樺之奶奶 於第20集因曹志遠被判入獄7年而暈倒 於第32集成立曹關若男商學院 | 原聲     |
| 李施嬅 （年青） | 曹關若男 | 新漢力集團董事長 曹雲漢之妻 曹志宏、曹巧兒之養母 曹志遠、曹志高之生母 鄺君豪之好友 姚大明、宋子樺之天敵，後和好 姚麗花、鄺淑嫻、宋子樺之奶奶 於第20集因曹志遠被判入獄7年而暈倒 於第32集成立曹關若男商學院 | 原聲     |
| 黃德斌          | 曹志宏   | John 原名陳志宏 新漢力集團執行董事 1981年出生 陈定安、莫雅文之子 曹雲漢、關若男之養子 曹志遠、曹志高、曹巧兒無血緣關係之兄 鄺淑嫻之夫，後離婚，於第32集復合 與宋子樺偷腥，於第22集結婚 被宋子樺利用，最後更被其棄如敝屣 於第27集因目睹韩东与宋子桦开房而受中風昏迷，於第28集甦醒但不能说话 於第32集自首並入獄四年，獄中完成經濟學博士課程 出獄後擔任新漢力集團特別顧問 | 原聲     |
| 魏子立 （童年） | 曹志宏   | John 原名陳志宏 新漢力集團執行董事 1981年出生 陈定安、莫雅文之子 曹雲漢、關若男之養子 曹志遠、曹志高、曹巧兒無血緣關係之兄 鄺淑嫻之夫，後離婚，於第32集復合 與宋子樺偷腥，於第22集結婚 被宋子樺利用，最後更被其棄如敝屣 於第27集因目睹韩东与宋子桦开房而受中風昏迷，於第28集甦醒但不能说话 於第32集自首並入獄四年，獄中完成經濟學博士課程 出獄後擔任新漢力集團特別顧問 | 伍秀霞   |
| 趙曉璐          | 鄺淑嫻   | Linda 鄺君豪之女 曹關若男之乾女兒及大媳婦 曹巧兒青梅竹馬之好朋友兼大嫂，後成為妯娌 早已喜歡曹志宏 曹志遠、曹志高之大嫂 曹志宏之助手，於第12集與其結為夫婦 姚麗花之妯娌 宋子樺之情敵 於第16集被宋子樺告知曹志宏不是見客戶，並間接流產 於第21集與曹志宏離婚 朱醫生之追求對象 離婚後心始終不捨曹志宏，於第32集待其出獄後復合 | 詹健兒   |
| 莫小棋          | 宋子樺   | Kimberley 曹志宏之第二任妻子 曹志遠、曹志高、曹巧兒之第二任大嫂 參見宋家 | 曾佩儀   |
| 劉愷威          | 曹志遠   | 新漢力集團董事，後為董事長 曹雲漢、關若男之長子 曹志宏無血緣關係之弟 曹志高之兄 唐一一之未婚夫 曹巧兒無血緣關係之兄及鍾情對象，後為其夫 被姚大明、宋子樺陷害 於第18集與潘笑琪發生關係 於第20集被潘笑琪誣告強姦而入獄7年 入獄後性格由溫和變成邪惡而且經常產生幻覺 於第26集上訴成功而出獄 於第27集陷害潘笑琪入獄 於第27集向曹志高逼供 於第27集派人偷走宋子樺的手機 於第29集報警令曹志高被捕 於第29集保釋宋子樺並安排船隻協助她返回中國，實則想為曹志宏減刑並令宋子樺加罪 於第30集利用韓東追捕宋子樺並被韓東綁架和刺傷，後獲救 經精神科醫生治療後性格變回温和 於第32集和曹巧兒結婚 | 原聲     |
| 彭 根 （童年）  | 曹志遠   | 新漢力集團董事，後為董事長 曹雲漢、關若男之長子 曹志宏無血緣關係之弟 曹志高之兄 唐一一之未婚夫 曹巧兒無血緣關係之兄及鍾情對象，後為其夫 被姚大明、宋子樺陷害 於第18集與潘笑琪發生關係 於第20集被潘笑琪誣告強姦而入獄7年 入獄後性格由溫和變成邪惡而且經常產生幻覺 於第26集上訴成功而出獄 於第27集陷害潘笑琪入獄 於第27集向曹志高逼供 於第27集派人偷走宋子樺的手機 於第29集報警令曹志高被捕 於第29集保釋宋子樺並安排船隻協助她返回中國，實則想為曹志宏減刑並令宋子樺加罪 於第30集利用韓東追捕宋子樺並被韓東綁架和刺傷，後獲救 經精神科醫生治療後性格變回温和 於第32集和曹巧兒結婚 | 何璐怡   |
| 蕭正楠          | 曹志高   | 曹雲漢、關若男之幼子 曹志宏無血緣關係之弟 曹志遠之弟 曹巧兒無血緣關係之兄 姚麗花之夫 小公主、曹新天、曹新地、曹新風、曹新雲之父 間接害死唐一一，被宋子樺以此要脅 於第31集入獄四年，於第32集獲改判緩刑並當庭釋放 | 原聲     |
| 丁 丁 （童年）  | 曹志高   | 曹雲漢、關若男之幼子 曹志宏無血緣關係之弟 曹志遠之弟 曹巧兒無血緣關係之兄 姚麗花之夫 小公主、曹新天、曹新地、曹新風、曹新雲之父 間接害死唐一一，被宋子樺以此要脅 於第31集入獄四年，於第32集獲改判緩刑並當庭釋放 | 凌晞     |
| 孟 瑤           | 姚麗花   | 姚大明之女 曹志高之妻 曹關若男之三媳婦 曹志宏、曹志遠之弟婦 曹巧兒之三嫂，後成為妯娌 小公主、曹新天、曹新地、曹新風、曹新雲之母 被宋子樺利用，後反目 | 魏惠娥   |
| 童 菲           | 曹巧兒   | Audrey 大律師 關若男之養女 曹志宏、曹志遠、曹志高無血緣關係之妹 鍾情曹志遠，後為其妻 莫雅文之徒弟 唐一一之情敵並針對其，後和解 於第26集從高處摔倒而受重創，於第27集康復 於第30集被韓東綁架，後獲救 於第32集和曹志遠结婚 | 張頌欣   |
| 趙子寧 （童年） | 曹巧兒   | Audrey 大律師 關若男之養女 曹志宏、曹志遠、曹志高無血緣關係之妹 鍾情曹志遠，後為其妻 莫雅文之徒弟 唐一一之情敵並針對其，後和解 於第26集從高處摔倒而受重創，於第27集康復 於第30集被韓東綁架，後獲救 於第32集和曹志遠结婚 |          |

### 唐家
| 演員  | 角色   | 暱稱／關係 | 粤語配音 |
| 唐 嫣 | 唐一一 | 明愛兒童醫院癌病專科醫生 曹志遠之未婚妻 潘笑琪同母異父之姊 唐七七之姊 被曹巧兒針對，後和解 於第8集車禍身亡 | 劉惠雲   |
| 胡 然 | 潘笑琪 | Suki 嫩模、明星 潘友之女 唐一一同母異父之妹 唐七七同母異父之姊 於第18集與曹志遠發生關係 於第19集被宋子樺威脅而誣告曹志遠強姦 於第22集車禍重傷昏迷，於第23集甦醒 於第26集為曹志遠上訴案作證並推翻之前證供 於第27集被控妨礙司法公正，因曹志遠的不利證供而被判入獄一年 出獄後(第32集)成立公關公司並嫁與王姓商人 | 鄭麗麗   |
| 徐 可 | 唐七七 | 唐一一之妹 潘笑琪同母異父之妹 | 何寶珊   |

### 宋家
| 演員   | 角色   | 暱稱／關係 | 粤語配音 |
| 莫小棋 | 宋子樺 | Kimberley 宋子明之姊 曹志宏之情婦，後為其妻，各自入獄後離婚 曹志遠、曹志高、曹巧兒之繼大嫂 姚麗花之妯娌 韓東之前女友但仍有來往 關若男之天敵，後和好 鄺淑嫻之情敵，並陷害其 利用曹志高、姚麗花、姚大明、潘笑琪、潘友 與姚大明合謀陷害曹志遠，最後反被曹志遠陷害 Thomas Wong之養女，並被其利用 利用曹志宏接近曹家，然後蠶食新漢力 於第19集在姚大明心臟病發時見死不救，使其失救而死 於第20集威脅潘笑琪誣告曹志遠強姦 於第30集與弟同被韓東綁架，後自救 於第31集入獄7年，於第32集出獄並改過自新 | 曾佩儀   |
| 齊一磊 | 宋子明 | 智障人士 宋子樺之弟 於第30集與姊同被韓東綁架，後獲救 於宋子樺入獄後得到曹家的照顧及適當的特殊教育 | 劉奕希   |

### 其他演員
| 演員               | 角色        | 暱稱／關係 | 粤語配音 |
| 趙雅芝             | 莫雅文      | 原名梁文娣 英國御用大律師 陈定安、莫姓男子之妻 曹志宏之親母 曹巧兒之師父 應曹巧兒之邀請替曹志遠上訴 於第26集上訴成功後返回英國 （特別演出） | 原聲     |
| 孫 興 （香港版本） | 姚大明      | 姚麗花之父 出賣曹雲漢，間接將其害死 與宋子樺合謀陷害曹志遠 於第19集被宋子樺威脅而心臟病發，因宋子樺見死不救而亡                             | 陳欣     |
| 李 昂 （內地版本） | 姚大明      | 姚麗花之父 出賣曹雲漢，間接將其害死 與宋子樺合謀陷害曹志遠 於第19集被宋子樺威脅而心臟病發，因宋子樺見死不救而亡                             | 陳欣     |
| 施 羽              | 鄺君豪      | 鄺淑嫻之父 關若男之好友兼親家 年青時曾暗戀關若男                                                                                            | 潘文柏   |
| 張頌文 （年青）    | 鄺君豪      | 鄺淑嫻之父 關若男之好友兼親家 年青時曾暗戀關若男                                                                                            | 潘文柏   |
| 牟鳳彬             | 韓 東       | 宋子樺前男友但仍有來往 於第26集欲燒死潘笑琪未遂 於第30集事情敗露後向宋子樺、曹志遠行兇不成反被炸死                                          | 蘇強文   |
| 張啟樂             | 周景成      | Ben 曹志遠之好友 若蘭之夫 | 原聲     |
| 劉衍晨             | 朱渭琦      | Peter 曹關若男腦部手術之主刀醫生 喜歡鄺淑嫻，並向其展開追求 向鄺淑嫻求婚失敗，但彼此成為好朋友                                              | 曹啟謙   |
| 張錦良             | 勁 哥       | 曹志遠幻想出來的心魔 | 李錦綸   |
| 王 崗              | Thomas Wong | 有"殼王"、"股神"之稱 宋子樺之養父，並利用其                                                                                                 | 招世亮   |
| 姜天陽             | 屠 傑       | 新浪潮導演 | 李凱傑   |
| 曾瑋明             | 潘 友       | 潘笑琪之父，被宋子樺利用 | 原聲     |
| 韓延琦             | 石黑強      | 明愛兒童醫院院长 | 張炳強   |
| 孫歌璐             | 若 蘭       | 唐一一、曹志遠好友 周景成之妻 | 陳皓宜   |
| 盧頌之             | 周妙群      | 曹志高之一夜情對象 於第1集被姚大明安排陷害曹志高                                                                                            | 原聲     |

## 音乐原声
| 歌曲名             | 填词 | 谱曲   | 演唱者 | 备注       |
| 《没有爱情刚刚好》 | 潇彬 | 文颖秋 | 李代沫 | 国语片头曲 |
| 《轰天动地》       | 杨熙 | 陈子敏 | 萧正楠 | 粤语片头曲 |

## 收視

### 中国安徽卫视收視率
| 週次   | 集數                | 日期          | 平均  | 平均 |
| 1      | 1－2                | 2015年5月28日 | 0.226 | 20   |
| 2      | 3－4                | 2015年5月29日 | 0.145 | 21   |
| 3      | 5－6                | 2015年5月30日 | 0.142 | 20   |
| 4      | 7－8                | 2015年5月31日 | 0.248 | 19   |
| 5      | 9－10               | 2015年6月1日  | 0.292 | 16   |
| 6      | 11－12              | 2015年6月2日  | 0.361 | 14   |
| 7      | 13－14              | 2015年6月3日  | 0.314 | 16   |
| 8      | 15－16              | 2015年6月4日  | 0.349 | 15   |
| 9      | 17－18              | 2015年6月5日  | 0.325 | 16   |
| 10     | 19－20              | 2015年6月6日  | 0.381 | 15   |
| 11     | 21－22              | 2015年6月7日  | 0.458 | 12   |
| 12     | 23－24              | 2015年6月8日  | 0.458 | 12   |
| 13     | 25－26              | 2015年6月9日  | 0.417 | 14   |
| 14     | 27－28              | 2015年6月10日 | 0.492 | 9    |
| 15     | 29－30              | 2015年6月11日 | 0.429 | 13   |
| 16     | 31－32              | 2015年6月12日 | 0.491 | 9    |
| 17     | 最后两集 （大结局） | 2015年6月13日 | 0.471 | 9    |
| 平均： | 平均：              | 平均：        | 0.353 |      |

### 香港翡翠台、高清翡翠台收視率
| 週次 | 集數                | 日期                   | 平均 | 最高 | 備註                      |
| 1    | 1－5                | 2015年6月22日－6月26日 | 24點 | 29點 | 6月22日平均26點，最高28點 |
| 2    | 6－10               | 2015年6月29日－7月3日  | 22點 | 26點 | 7月1日平均22點            |
| 3    | 11－15              | 2015年7月6日－7月10日  | 23點 |      |                           |
| 4    | 16－20              | 2015年7月13日－7月17日 | 21點 | 23點 |                           |
| 5    | 21－25              | 2015年7月20日－7月24日 | 23點 |      |                           |
| 6    | 26－30              | 2015年7月27日－7月31日 | 25點 |      |                           |
| 6    | 最后两集 （大结局） | 2015年8月1日           | 27點 | 29點 |                           |
| 全劇 | 全劇                | 全劇                   | 24點 | 29點 |                           |

^  全劇平均收視為23.6點。

## 記事
- 此劇「曹關若男」及「曹志高」原定由葉德嫻及馬國明飾演，後改由汪明荃及蕭正楠飾演。
- 2013年8月1日，於中國天津市滨海正式開機。
- 2013年8月20日，於中國天津市滨海聖光皇冠假日酒店召開首次新聞發佈會。
- 2013年9月29日，於香港拍摄。
- 2013年10月27日，於北京全剧杀青。
- 2013年11月25日，本劇推出片花。

## 外部連結
- 風雲天地的新浪微博（简体中文）
- 風雲天地安徽衛視專題（简体中文）
- 風雲天地無綫電視官方網站 （页面存档备份，存于）（繁體中文）

## 電視節目的變遷
| 香港無綫電視翡翠台、高清翡翠台 星期一至五 20:30 - 21:30 | 香港無綫電視翡翠台、高清翡翠台 星期一至五 20:30 - 21:30                 | 香港無綫電視翡翠台、高清翡翠台 星期一至五 20:30 - 21:30 |
| --- | ----------------------------------------------------------------------- | --- |
| | 風雲天地 （第1-30集） （2015-06-22 - 2015-07-31）                       | |
| 潮拜武當 （2015-05-25 - 2015-06-19） | 樓奴 （2015-08-03 - 2015-08-28）                                        | |
| 星期六 21:30 - 23:30 |                                                                         | |
| 鬼同你OT （第1-19集） 星期一至日 （2015-07-13 - 2015-07-31）（21:30-22:30）夜宵磨 （第1集） （2015-07-25）（22:30-23:00）勁歌金曲 （2015-06-27 - 2015-07-25）（23:00-23:30） | 風雲天地（大結局） （香港首播版第31集，原裝版第31-32集） （2015-08-01） | 鬼同你OT （第20-26集） 星期一至日 （2015-08-02 - 2015-08-08）（21:30-22:30）夜宵磨 （第2-10集） （2015-08-08 - 2015-10-10）（22:30-23:00）勁歌金曲 （2015-08-08 - 2015-08-15）（23:00-23:30） |